# Oni żyją
Oni żyją (tytuł oryginalny They Live) – amerykański thriller science fiction z 1988 w reżyserii Johna Carpentera.
Scenariusz oparty jest na motywach opowiadania Eight O'Clock in the Morning Raya Nelsona.

## Opis fabuły
John Nada przybywa do Los Angeles w poszukiwaniu pracy. Tu odkrywa szokującą prawdę. Na Ziemi żyją tysiące przybyszów z kosmosu, ukrywających swoją prawdziwą tożsamość, za pomocą ukrytych hipnotyzujących sygnałów. Ich prawdziwe oblicza dostrzec można tylko przez specjalne okulary.
Przybysze przejęli władzę nad światem. Zajmują miejsca ludzi – polityków, biznesmenów, policjantów. Innych korumpują. Garstka ludzi organizuje ruch oporu i próbuje odnaleźć źródło sygnału przybyszów. John Nada przyłącza się do nich.